# Штерн, Сергей Фёдорович
Сергей Фёдорович Штерн (30 января 1886, Одесса — 20 сентября 1947, Курбевуа) — адвокат, журналист, литератор и  общественный деятель русского зарубежья. Член конституционно-демократической партии, гласный Одесской городской думы. Непосредственный участник, свидетель и очевидец Гражданской войны в России. В эмиграции с 1919 года.

## Семья
Родился 30 января (по старому стилю) 1886 года в Одессе в состоятельной еврейской семье. Отец — одесский первой гильдии купец, потомственный почётный гражданин Фёдор Моисеевич Штерн (1843 — 11 ноября 1910, Одесса), мать — Наталья Йонадовна (Ивановна) Штерн (урождённая Дрей). У отца было экспедиторское агентство, фирма по перевозкам и хранению товаров на Екатерининской улице, № 12, а также брокерская и посредническая контора в доме № 6 по той же улице. Дед по материнской линии — врач-хирург Йонадав Антонович Дрей (1815—1893), уроженец Пруссии. Младший брат матери — Михаил Иванович (Йонатанович) Дрей (14 сентября 1860, Одесса — 1940, Москва), народоволец, публицист.
Брат — Иван Федорович Штерн (5/17 марта 1890, Одесса — до 1947, Франция), юрист, окончил юридический факультет Казанского университета, во время мировой войны работал в Красном Кресте на Румынском фронте; был председателем секций Одесского областного Военно-промышленного комплекса. с 1917 года почётный секретарь Русско-французской торговой палаты в Одессе, член Партии народной свободы; в эмиграции жил в Париже и Вирофле, основатель «Лубка» в Париже. Сёстры — Таиса (5 июля 1879, Одесса — ?) и Вера (2 ноября 1881, Одесса — ?). 
Жена — Мария Ивановна Штерн (? — 13 марта 1956, Париж), в эмиграции жила в Париж, занималась благотворительной деятельностью. 

### Одесса
Окончил юридический факультет Новороссийского университета в Одессе. Был корреспондентом ряда российских газет. Редактор газеты «Одесский листок» (с 1914), издатель газеты «Одесские Новости». Как журналист, в 1910-х гг. печатался под псевдонимами — «С.Ш.»; «Сергей Ш.»
В 1910-е годы являлся казначеем «Общества вспомоществования литераторам и ученым», которое располагалось в доме № 44 по улице Большая Арнаутская в Одессе. Общество выдавало беспроцентные ссуды или ссуды под небольшой процент, разного рода пособия. Общество заботилось о воспитании и образовании детей членов общества, оказывало нравственную и материальную поддержку. Председателем Общества был владелец дома — Фёдор Николаевич Литвицкий; секретарём — Самуил Сергеевич Зак; члены: профессор Пётр Григорьевич Меликов; профессор Евгений Николаевич Щепкин; доктор Андрей Петрович Самарин; Илья Львович Соколовский. Ревизионная комиссия Общества: Яков Семёнович Балабан; Григорий Исидорович Модель; Иосиф Ильич Шиф; Константин Филиппович Лемперт; Саул Исаевич Соколовский. Все весьма достойные люди.

### Эмиграция
В годы Гражданской войны эмигрировал. В эмиграции во Франции (с 1919), жил в Париже. Был сотрудником редакции газеты «Общее дело» (1920—1921). Работал в общественных и благотворительных организациях. Один из инициаторов создания и с 1922 председатель Одесского землячества в Париже. Участвовал в организации Российского комитета помощи голодающим в России («Голодный комитет»), возглавлял секцию помощи интеллигенции, выступал на публичных собраниях Комитета с докладами (1923—1924).
…Одной из самых известных благотворительных организаций в эмиграции стал «Российский общественный комитет помощи голодающим в России» во Франции. Он возник в августе 1921 в Париже, когда стали поступать сведения о чудовищном голоде в Поволжье и на Украине. "Целью Комитета была «организация помощи голодающим на основе полной аполитичности и исключительно в гуманитарных интересах», причём главная задача состояла в «доставлении помощи непосредственно в места голода». Так говорилось в Уставе этой организации. Председателем Комитета стал бывший эсер Н. Д. Авксентьев, одним из членов — П. Н. Милюков. Комитет сразу развернул бурную деятельность. Через Американскую Администрацию помощи (АRА) и Комитет Гувера сотни пудов хлеба, одежды, консервов различными путями доставлялись в Россию. Душой Комитета был Сергей Фёдорович Штерн. Как писал о нём его современник: «…В этом скромном человеке горел великий огонь — и доброта сердца, и неподдельная любовь к другим. Поэтому Сергей Фёдорович оказался в центре всех организаций, задачей которых есть помощь детям, старым, больным, нуждающимся».
…Член совета Российского комитета земских и городских деятелей (Земгор). Редактор парижской еженедельной газеты «Слово» (1922—1923). Выпустил книгу «В огне Гражданской войны. Воспоминания, впечатления, мысли» (Париж, 1922). Сотрудничал в Русском народном университете (с конца 1920-х), делал доклады из цикла «Беседы по русской культуре». В 1932 принял участие как артист-любитель в спектакле-процессе «Бесы» по Ф. М. Достоевскому (1932). Член правления (с 1932), председатель правления (с 1937) Общества друзей Русского народного университета. Во время Второй мировой войны был связан с движением Сопротивления, помогал евреям, в первую очередь детям, скрываться от преследования нацистами. Был арестован гестапо, освобожден по случайности. В 1941 член негласного Комитета помощи заключённым лагеря Компьень.
…Для русских в зоне оккупации 22 июня 1941 последовали новые ограничения и испытания. В одном Париже в этот день было арестовано около тысячи эмигрантов. В других городах — ещё большая пропорция русских, там проживающих. Задержанных отправили в Компьеньский лагерь, находившийся километрах в ста на северо-восток от Парижа. В числе заключенных находился И. А. Кривошеин. В конце июля он был освобождён. Его товарищи по заключению, чья судьба ещё не была решена, поручили ему организовать помощь, как заключённым в лагере, так и их семьям, — многие из которых лишились средств к существованию. Чтобы осуществить это задание, И. А. Кривошенин обратился с просьбой о помощи к С. Ф. Штерну (человеку «исключительной душевной доброты и чуткости»), который уже годами занимался сбором пожертвований и оказанием помощи нуждающимся эмигрантам. Штерн согласился помочь и взялся продолжить такую деятельность в пользу всех преследуемых оккупантами. Со своей задачей он справился прекрасно.
…Нельзя не упомянуть об организации, хотя и не причислявшей себя к настоящему Сопротивлению, но осуществившей весьма ответственную и ценную работу в области социальной помощи. Организация эта зародилась в июле 1941 г. и обосновалась в помещении русской церкви на рю Лурмель; душой дела стала мать Мария Скобцова. Оттуда посылались тысячи пищевых пакетов в концлагерь в Компьене, где были заключены многие русские, и оказывалась помощь их семьям. Там находили приют многие, скрывавшиеся от преследования немцев. В полном контакте с матерью Марией работал и Сергей Фёдорович Штерн; он помогал из собираемого им благотворительного фонда тем, кто по причинам полицейского надзора не мог больше скрываться в общежитии при церкви. Много русских ученых, писателей и больных стариков пережили трудные военные годы только благодаря его неустанным хлопотам и стараниям. Работая в контакте с еврейскими организациями, он содействовал перевозу еврейских детей в провинцию, спасая их от крематорных печей. Сергей Фёдорович долгое время принужден был жить на нелегальном положении. Основатели организации при церкви на рю Лурмель дорого заплатили за свою деятельность: в феврале 1943 года мать Мария, настоятель прихода о. Дмитрий Клепинии, юный Юра Скобцов и трое других были арестованы немцами и вывезены в концлагери в Германию. Четверо из них там и погибли, в их числе мать Мария.
Вскоре после окончания войны Штерн начал болеть, у него начался рак губы, которая была поранена гестаповцем, за то, что Штерн отказался отдать нацистский привет, он очень мучился и вскоре скончался. Такова судьба одного из добрейших и светлых людей; он был благотворителем по призванию, причем без малейшего ханжества или особой позы, которую, увы, часто приходится видеть у многих «благотворителей».
…В 1944 выступил на собрании памяти о. Дмитрия Клепинина. В 1945 товарищ председателя правления Общества «Быстрая помощь», избран почётным членом Общества. Член ревизионной комиссии Центра помощи русским больным (1945), секретарь правления Общества помощи русско-еврейской интеллигенции имени Я. Л. Тейтеля (Тейтелевский комитет) (1946). 8 мая 1948 в Обществе «Быстрая помощь» состоялось собрание памяти С. Ф. Штерна. Был создан благотворительный Фонд его имени (для выделения десяти стипендий общественным деятелям и учащимся).

## Архив С. Ф. Штерна
В его архиве, полученном Российским Фондом Культуры, сохранились бесценные сведения о щедрости наших известных писателей и художников, бывших в изгнании, но всё равно старавшихся помочь своей Родине. Этот архив попал в Россию не совсем обычным путём. Наш соотечественник Заурбек Эльбиев, живущий в Ницце, увидел, как со стройки выкидывают чемодан, из которого сыпались русские письма. Это оказался архив С.Штерна, который З.Эльбиев впоследствии передал в Фонд Культуры. В составе архива — письма А. И. Куприна, автографы великих русских художников И. Я. Билибина и О. Э. Браза, чудом попавшие письма главного теоретика анархизма князя П. А. Кропоткина, послания бывшего Премьера Временного Правительства князя Г. Е. Львова и министра финансов М. Е. Бернацкого. В этих документах — уникальные сведения об организации русской благотворительной работы, которую наши соотечественники вели на земле Франции, которую поэт Николай Туроверов назвал «страной моей свободы».

## Личный фонд С. Ф. Штерна (Государственный архив Одесской области)
В Государственном архиве Одесской области (далее — ГАОО), в личном фонде Сергея Федоровича Штерна, гласного Одесской городской думы и редактора газеты «Одесские новости», отложились интереснейшие материалы, до сих пор ещё не введенные историками в научный оборот. Среди них встречаются личные письма С. Ф. Штерну авторов «Одесских новостей», рукописи их статей и некоторые другие документы.
На первый взгляд, учитывая отдаленность Одессы от столичных городов России — Санкт-Петербурга и Москвы, — может показаться, что подобная подборка материалов может представлять интерес разве что для краеведов. Однако достаточно лишь перечислить имена корреспондентов Сергея Федоровича — и поверхностное впечатление о провинциализме «Одесских новостей» рассеется как дым. В 1918—1919 гг. Одесса была одним из центров русского беженства, здесь в конце 1918 г. высадились интервенты, здесь работали и публиковались в «Одесских новостях» М. М. Винавер, П. Н. Милюков, В. М. Пуришкевич и другие революционные и «контрреволюционные» знаменитости.
Из богатого содержимого фонда С. Ф. Штерна авторов этих строк прежде всего заинтересовали две коротенькие рукописные заметки, направленные в редакцию «Одесских новостей» одним из самых ярких и колоритных русских политиков начала XX в. Владимиром Митрофановичем Пуришкевичем, признанным лидером российских правых. Того самого Пуришкевича, который был председателем Главной палаты Русского народного союза им. Михаила Архангела, депутатом II—IV Государственной Думы Российской империи и слыл вождём российского черносотенства. Представляется, что несмотря на свой небольшой объем, эти ранее не публиковавшиеся материалы определенно обогащают уже имеющиеся сведения о политических взгля- дах В. М. Пуришкевича периода Гражданской войны и существенно уточняют представления о лидере русских правых как литераторе и публицисте.